# الغنامية (عبس)

تعديل مصدري - تعديل

الغنامية هي إحدى قرى عزلة بني عضابي بمديرية عبس التابعة لمحافظة حجة، بلغ تعداد سكانها 301 نسمة حسب تعداد اليمن لعام 2004.